# Mediterraneo (Film)
Mediterraneo ist ein italienischer Spielfilm aus dem Jahr 1991. Der Film spielt zur Zeit des Zweiten Weltkrieges und begleitet eine Gruppe italienischer Soldaten, die auf einer griechischen Insel stationiert werden.
Der Film wurde bei der Oscarverleihung 1992 mit dem Oscar für den besten fremdsprachigen Film ausgezeichnet.

## Handlung
1941, ein Jahr nachdem Italien Deutschland seine Hilfe gegen die Alliierten im Zweiten Weltkrieg zugesagt hat, wird eine kleine Gruppe italienischer Soldaten für vier Monate als Bewachungsposten auf eine kleine griechische Insel im Ägäischen Meer geschickt. Die Gruppe besteht aus einem Leutnant, der Kunstliebhaber ist, einem machohaften Feldwebel, einem Bauern, der von seiner geliebten Eselin Silvana begleitet wird, und anderen schrulligen Soldaten.
Die Soldaten vermuten einen bevorstehenden Angriff auf die Insel und treffen eine Reihe absurd anmutender Vorkehrungen. Sie beobachten einen Bombenangriff am Horizont und stellen fest, dass es sich dabei um die Zerstörung des Schiffes handelte, das sie von der Insel hätte wegbringen sollen.  In einem verlassen geglaubten Dorf tauchen Menschen auf und erzählen, sie hätten sich versteckt. Da die Deutschen alle Männer gefangen genommen hätten, seien sie entschlossen, sich den Italienern anzuschließen. Von da an beginnt für die italienischen Soldaten das Leben: Die Hitze, die Landschaft und die Menschen ziehen sie in den Bann der idyllischen, kleinen Insel.
Der einheimische Priester bittet den Leutnant, die großen Wandgemälde seiner Kirche zu restaurieren. Die beiden Soldaten, die Brüder sind, helfen einer liebreizenden jungen Schäferin, die meint, dass drei die perfekte Zahl für eine Affäre puren sexuellen Vergnügens ist. Der Feldwebel beginnt den traditionellen Tanz zu erlernen und der schüchternste der Soldaten verliebt sich in die einzige, überarbeitete Hure der Insel.

## Kritiken
„Mediterraneo […] scheint seinen Academy Award nicht wert zu sein. Während dies ein unterhaltsamer Film ist, ist nichts Außergewöhnliches an dieser fröhlichen Fantasie-Komödie. […] Die Charaktere sind ausnahmslos gut gezeichnet und sie wachsen dem Publikum ans Herz […]. Spezielles Augenmerk sollte auf Diego Abatantuonos Lo Russo gelegt werden, der den ausgiebigsten und glaubhaftesten Wandel durchmacht. […] Mediterraneo ist unterhaltsam, aber trotz aller Auszeichnungen weit entfernt von einem Meilenstein.“

„Erinnern Sie sich an diese drei Dinge: liebevoll, italienisch, bittersüß. Sie sind alle essentiell für Mediterraneo. […] Es gibt ein viertes, an das Sie sich auch erinnern sollten: eine Kotztüte. Sie wird Ihnen gute Dienste erweisen, wenn Sie diese schmalzige Inselfantasie anschauen.“

## Der Film in geschichtswissenschaftlichen Diskursen
Unter Historikern wurde der Film als herausragendes Beispiel für die Wirkmacht des Brava-Gente-Mythos diskutiert, des populären italienischen Narrativs, italienische Soldaten seien während des Zweiten Weltkriegs nicht an Kriegsverbrechen beteiligt gewesen und hätten sich durch Menschlichkeit und Mitgefühl ausgezeichnet, im deutlichen Gegensatz zu ihren ideologisierten, brutalen deutschen Verbündeten. Während im Film die Soldaten des italienischen Heeres als herzensgute Menschen porträtiert werden, bleiben die Gewalttaten, die von italienischen Truppen im besetzten Griechenland verübt wurden, völlig unerwähnt. Und während in der Realität die italienische Besatzungszeit von zahlreichen Übergriffen gegen die Zivilbevölkerung bis hin zu Erschießungen und Vergewaltigungen geprägt war, geht der Film so weit, die Aggressoren allein bei fröhlich-freundschaftlichem Austausch mit den Einheimischen zu zeigen, gekrönt von konsensualen erotischen Beziehungen zu griechischen Frauen.